# .kw
Pour les articles homonymes, voir KW.
.kw est le domaine de premier niveau national (country code top level domain : ccTLD) réservé au Koweït. Il est introduit le 26 octobre 1992 et est exploité par le département d'État des communications. L'administrateur technique est l'Institut koweïtien pour la recherche scientifique.

## Domaines de second niveau
Le domaine de premier niveau .kw est divisé en six domaines de second niveau. Les domaines ne peuvent être enregistrés qu'au troisième niveau en tant que domaines de second niveau, par exemple, .com.kw pour les entreprises commerciales, .net.kw pour les fournisseurs de services Internet ou .gov.kw pour les agences gouvernementales. 
- com.kw : Entités commerciales avec une licence commerciale valide du Ministère du Commerce et de l'Industrie .
- ind.kw : Une personne qui n'est pas mineure et qui possède la nationalité koweïtienne ou un résident qui possède une résidence valide dans l'État du Koweït.
- net.kw : Entreprise de TIC agréée par les autorités compétentes de l'État du Koweït.
- org.kw : Entité à but non lucratif autorisée par les autorités compétentes de l'État du Koweït à exercer ses activités.
- gov.kw : Ministères et entités gouvernementales.
- edu.kw : Entité éducative autorisée par les autorités compétentes de l'État du Koweït à exercer ses activités.

- emb.kw : Ambassades d'autres pays au Koweït.
- .kw est est l'extension de premier niveau des noms de domaine de l'État du Koweït.